# Kreuzschlitzschraube

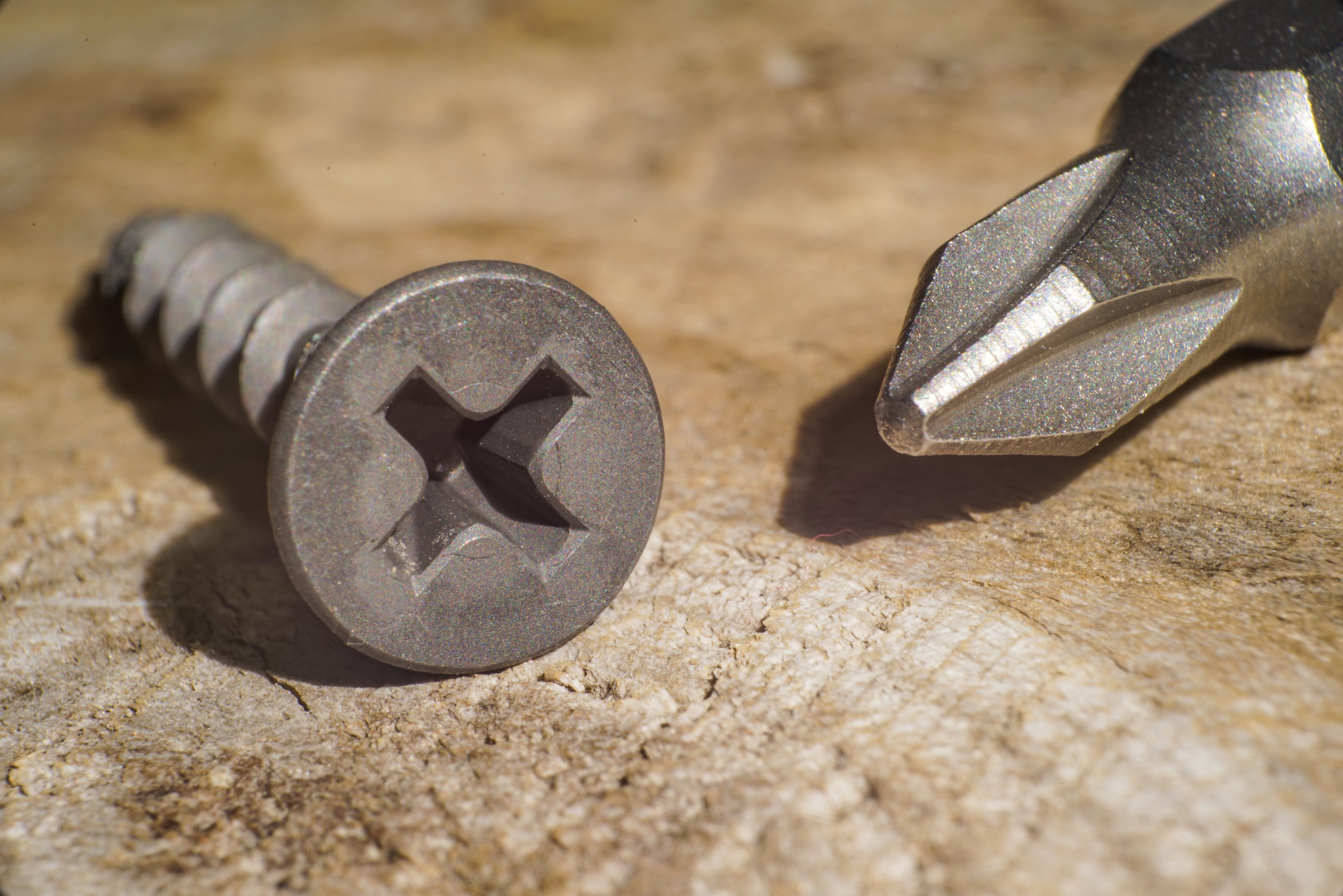
Kreuzschlitzschraube mit passendem Schraubenzieher

Kreuzschlitzschrauben sind Schrauben mit kreuzförmigen Schlitzen zum Ansetzen des passenden Schraubenziehers. Sie haben Schlitzschrauben in der industriellen Fertigung nahezu vollständig verdrängt.

## Entstehung
Mit der zunehmenden Massenfertigung in den 1920er Jahren und größeren zu übertragenden Drehmomenten kamen die Nachteile der Schlitzschrauben deutlicher zum Tragen: Das Ansetzen des Schraubenziehers dauert relativ lange und beim Abrutschen wird nicht nur die Schraube, sondern möglicherweise auch das Bauteil beschädigt. Aus diesem Grund entwickelte John P. Thompson in den 1930er Jahren die Kreuzschlitzschraube („Phillips-Recess“), bei der sich das Werkzeug im Schraubenkopf selbst zentriert. Wesentlicher Vorteil ist die optimierte Kraftübertragung zwischen Schraube und Werkzeug, denn die Kraft wird nicht nur mit einem, sondern mit zwei Schlitzen übertragen. Die Materialbeanspruchung wurde halbiert und der Ansatz für die Kraftübertragung verdoppelt.
Eine Weiterentwicklung von Phillips in den 1960er Jahren ergab die Pozidriv-Schrauben, die den Nachteil des axialen Heraustreibens des Werkzeugs nicht mehr haben.

## Ausführungen

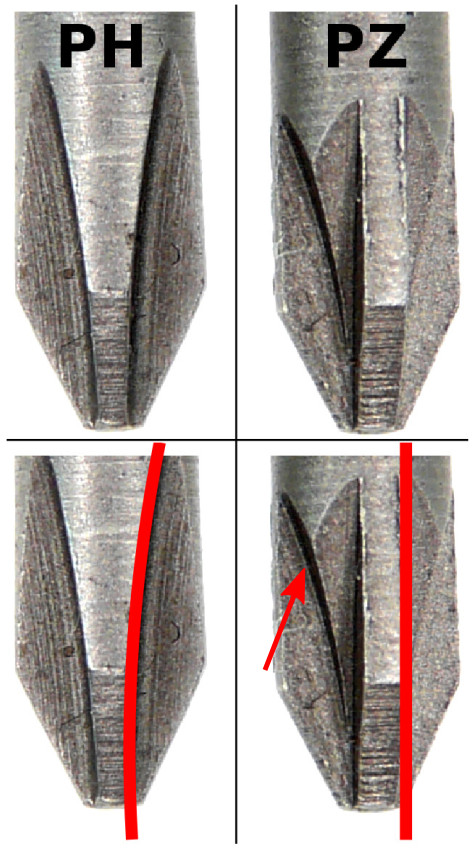
Unterschied zwischen Phillips (PH) und Pozidriv (PZ) Schraubern.

Weit verbreitet sind Phillips(PH)- und Pozidriv(PZ)-Schrauben, normiert in ISO 8764.
Für den Anwender gilt es, die baulichen Unterschiede zu kennen und zu beachten, um  Beschädigungen des Schraubenkopfs und des Schraubenziehers zu vermeiden.
Als äußeres Unterscheidungsmerkmal dienen die von den inneren Ecken ausgehenden feinen Sternlinien am Schraubenkopf der Pozidriv-Schrauben, die bei den Phillips-Schrauben nicht vorhanden sind.
| Phillips | Pozidriv |
| -------- | -------- |
|          |          |

Bei Schrauben mit Phillips-Kreuzschlitz verjüngen sich die Flanken der Kreuzschlitze mit zunehmender Tiefe des Schlitzes. Im Gegensatz dazu verlaufen bei den Pozidriv-Schrauben die in die Tiefe gehenden Flanken des Schraubenkopfs nicht konisch, sondern parallel zueinander.
Mit dem PH-System können schwer zugängliche Gewinde- und Blechtreibschrauben auch aus einem leichten spitzen Winkel zur Schraubenachse noch an- und losgezogen werden, was beim PZ-System der parallelen Kanten wegen nicht möglich ist. Bei höheren Drehmomenten kommt es bei PH allerdings zum Cam-out-Effekt, d. h. das Werkzeug windet sich aus dem Schraubenkopf heraus. Das PH-System ist im Fahrzeugbau üblich.
Das PZ-System ist üblich bei Spaxschraube, die sich selber ihr Gewinde in Holz oder in Plastikdübel bohren sollen, und allgemein im Heimwerkerbereich. Durch den exakteren Sitz ist die Kraftrichtung exakt festgelegt und höhere Drehmomente sind möglich, da der Cam-out-Effekt unterbunden wird.
| Frearson |
| -------- |
|          |

In den USA sind noch sogenannte Frearson-Schrauben im Einsatz. Der Name geht auf den Erfinder John Frearson aus Birmingham zurück, der bereits 1857 ein Patent dafür erhielt. Andere Bezeichnungen sind „Type 2 recess“ (gemäß ANSI-Norm ANSI/ASME B 18.6.1 - 1981) oder „Reed & Prince“ (nach einem ehemaligen US-amerikanischen Hersteller). Im Vergleich zum Phillips-Schraubenkopf haben die Flanken einen anderen Winkel (75°) und sind exakt kreuzförmig ausgeführt. Außerdem ist der Schrauber spitz und nicht abgestumpft. Hauptanwendung ist der Bootsbau.
| JIS-Schraube |
| ------------ |
| JIS B 1012   |

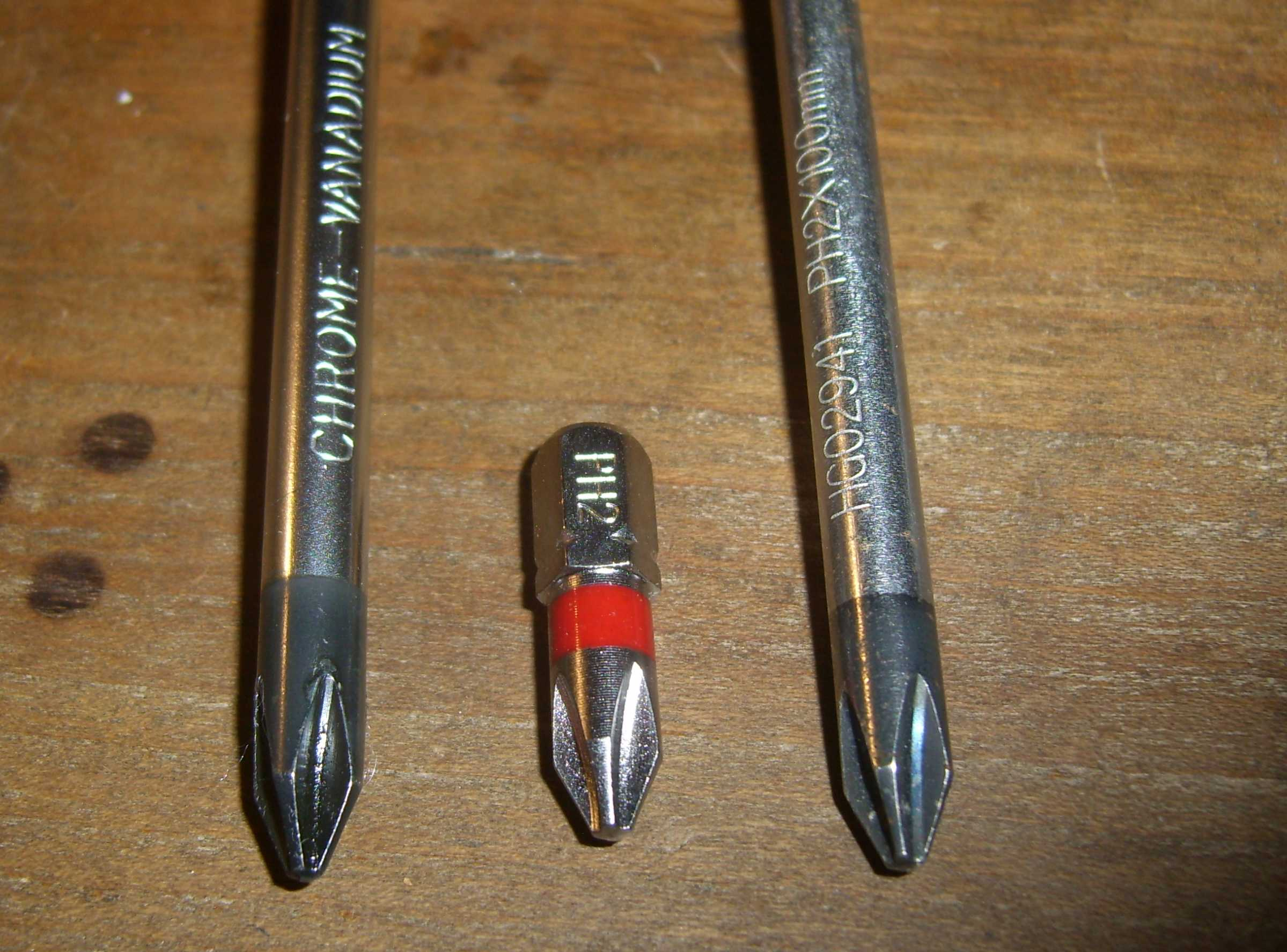
JIS2 (links) vs. PH2 (Mitte und rechts); die Unterschiede sind optisch schwer erkennbar

Speziell sind die japanischen JIS-Kreuzschlitzschrauben nach JIS B 1012, die bei japanischen Autos und Motorrädern sowie dem Fahrradkomponentenhersteller Shimano Verwendung finden. Sie haben minimal andere Abmessungen und Winkel als eine Phillips-Schraube. Für den Cam-out-Effekt sind sie etwas weniger anfällig als Phillips, aber anfälliger als Pozidriv.
JIS-Werkzeuge können einigermaßen gut für PH-Schrauben der gleichen Größenklasse verwendet werden, der umgekehrte Fall ist jedoch deutlich eingeschränkt bis unmöglich.
Es gibt noch weitere Varianten von Kreuzschlitzschrauben:
Crossed-Slot, Lotus Head, Sel-O-Fit, French Recess (Bureau de normalisation de l'aéronautique et de l'espace (BNAE); NFL22-070), ACR Phillips, Phillips II, Phillips Square-Driv, SupaDrive, Motorq. Diese sind aber weniger verbreitet und werden hauptsächlich in der industriellen Montage verwendet.
| Crossed-Slot | French Recess | Phillips II | Phillips Square-Driv | Supadriv | Mortorq |
| ------------ | ------------- | ----------- | -------------------- | -------- | ------- |
| Crossed-Slot | French Recess | Philips II  | Phillips Square-Driv | Supadriv | Mortorq |